# Isla Volvo
La Isla Volvo es una pequeña isla artificial situada en una mina inundada cerca de Ottawa, Illinois, Estados Unidos. La isla es conocida por su único habitante: un sedán Volvo S80 de 2001, que es la razón de su nombre. Desde su colocación en enero de 2012, el vehículo ha permanecido como un hito distintivo de la zona.

## Historia
La idea de crear la Isla Volvo nació de Scott Mann, un residente de Ottawa y dueño de dos talleres de reparación de automóviles locales. La zona alrededor de la isla era una antigua mina a cielo abierto, que había sido abandonada y luego se llenó con unos 12 metros de agua, convirtiéndose en un lago. A principios de 2012, Mann decidió ubicar un Volvo en una península que se adentraba en este lago. Usando una grúa, colocó el vehículo al final de la masa terrestre, y luego, con una excavadora, retiró la tierra que lo conectaba, aislando así al coche en su propia pequeña isla.
Inicialmente, Mann pensó en organizar un concurso invitando al público a adivinar cómo había sido colocado el automóvil en la isla. Sin embargo, debido a preocupaciones de seguridad—en particular, el riesgo de que las personas intentaran llegar a la isla atravesando aguas profundas—decidió no llevar a cabo la idea. Aun así, por diversión, colocó el vehículo allí, con la esperanza de que atrajera visitantes a su taller.

## Recepción pública
Con el tiempo, la Isla Volvo se ha convertido en un punto de interés para turistas. Desde que apareció en Google Maps y Street View en 2015, la curiosidad por su inusual apariencia ha atraído a numerosos visitantes. Actualmente, el lugar cuenta con una calificación de 4.9 estrellas en Google, basada en más de 300 reseñas. Muchos lo describen como un sitio "majestuoso" y una "atracción turística imperdible".

## Estado actual
A pesar de haber estado expuesto a los elementos durante más de una década, el Volvo S80 de 2001 sigue en la isla y se mantiene en condiciones relativamente buenas. Por ahora, no hay planes para retirarlo ni para modificar la isla.